# Généalogie de Jésus

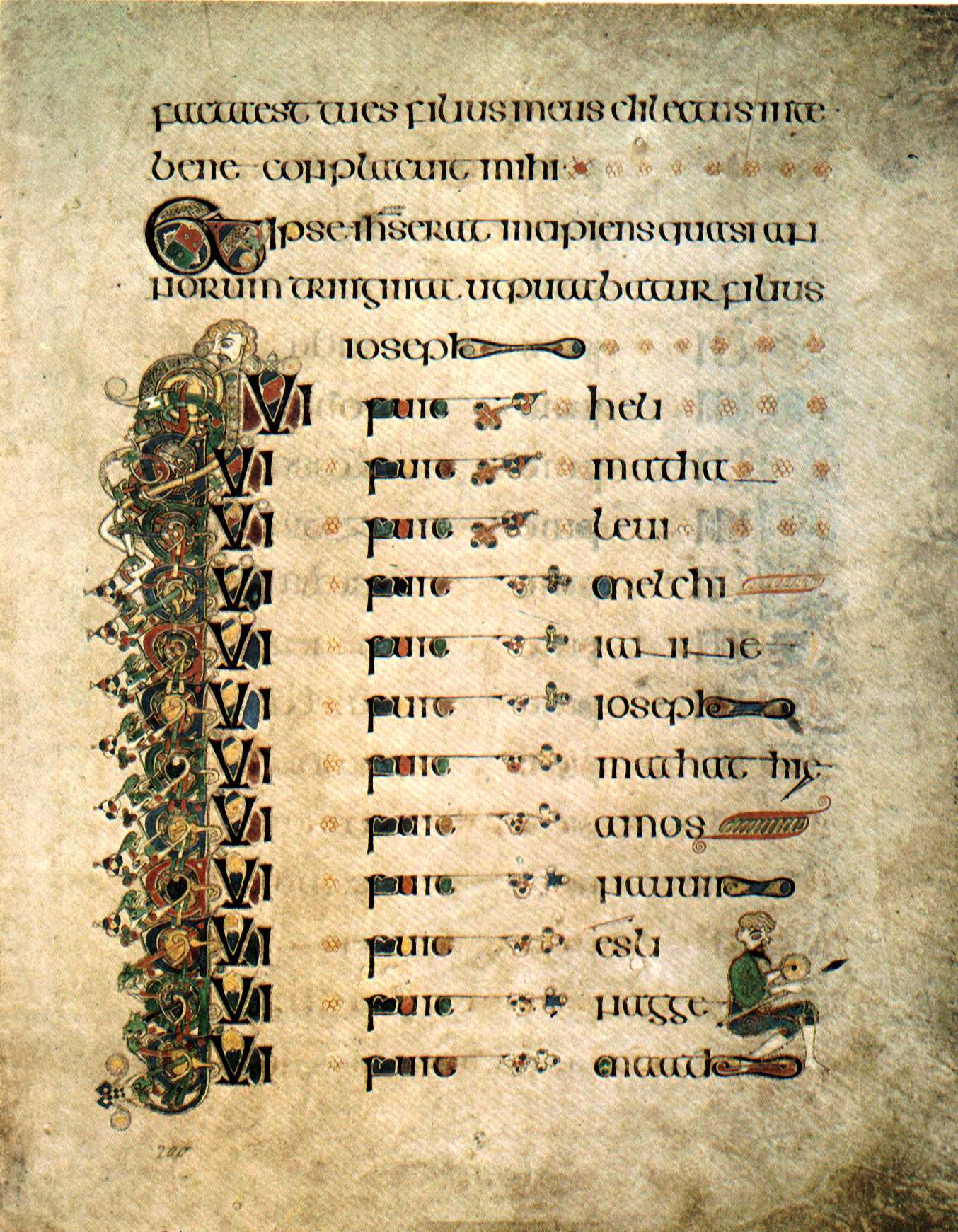
Généalogie de Jésus dans l’évangile de Luc - manuscrit du livre de Kells, Irlande, vers 800 de l'ère chrétienne.

La généalogie de Jésus est l'ascendance de Jésus de Nazareth décrite dans deux passages du Nouveau Testament. Elle est donnée dans les deux évangiles synoptiques les plus tardifs :  Matthieu (Mt 1,1-17) et Luc (Lc 3,23-38). Ces deux passages, qui appartiennent au Sondergut de l'un et de l'autre, sont considérés par l'exégèse biblique comme des ajouts ultérieurs ne faisant pas partie de la rédaction originelle. Le plus ancien des quatre évangiles canoniques, celui de Marc, ne propose, pour sa part, aucune lignée relative à Jésus.
Les deux textes présentent un schéma inverse : la généalogie est descendante chez Matthieu (d'Abraham à Jésus) et ascendante chez Luc (de Jésus à Adam et à Dieu). Tous deux privilégient le lien agnatique (c'est-à-dire qu'elles aboutissent toutes les deux à Joseph et non à Marie) et sont identiques entre Abraham et David, mais diffèrent radicalement après.
Sous la forme de l’arbre de Jessé (du nom du père du roi David) pour asseoir son messianisme, la généalogie de Jésus est un motif fréquent dans l'art chrétien entre les XIIe et XIVe siècles.

## Histoire et datation des textes

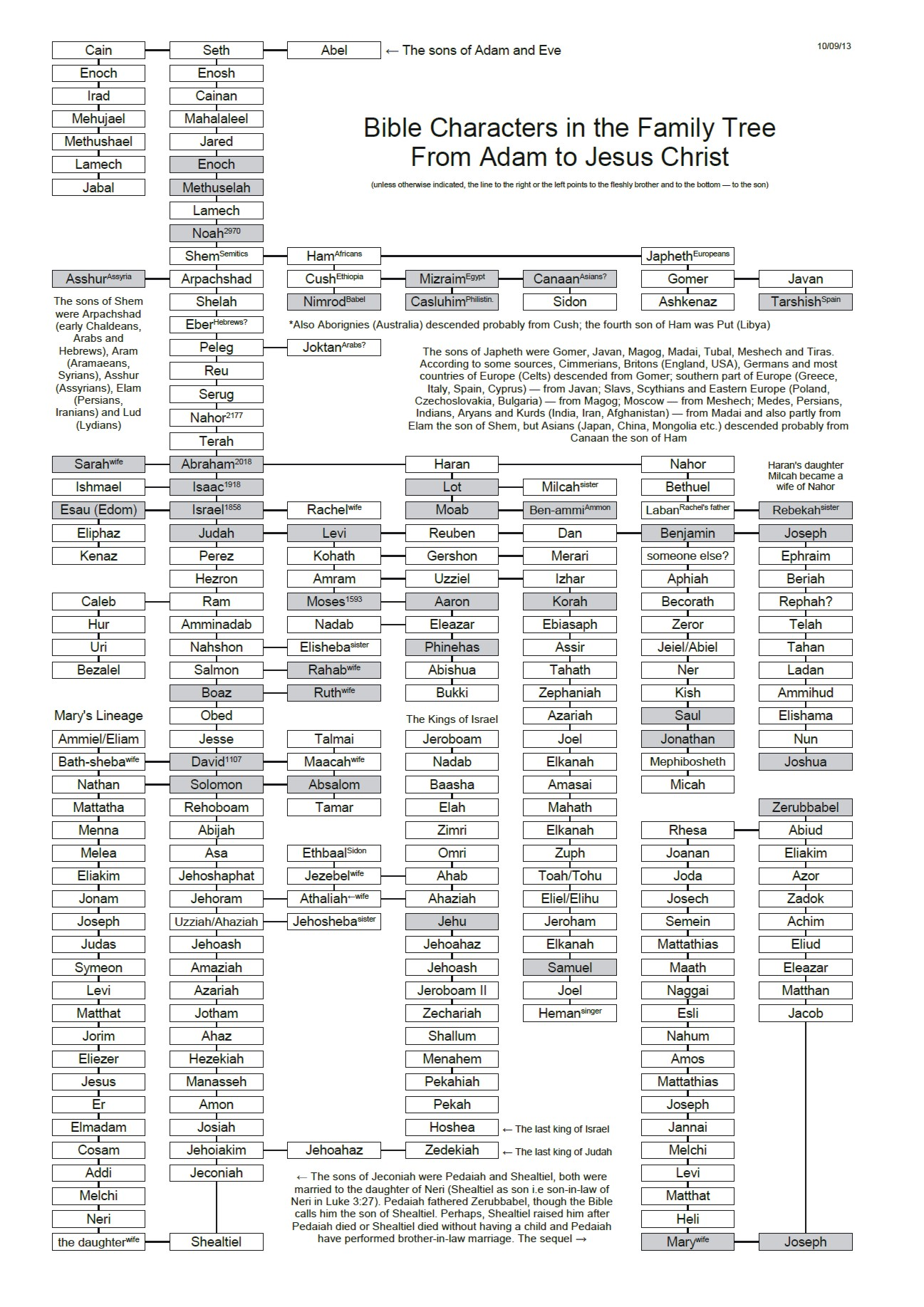
Généalogie d'Adam à Jésus-Christ.

En hébreu, les toledot, sont les lignages, des listes généalogiques qui constituent un genre littéraire courant dans la Bible hébraïque. Les auteurs bibliques l'emploient pour asseoir la légitimité d’un personnage qui va jouer un rôle précis, ce qui est notablement le cas pour Jésus dans les évangiles.
Les évangiles sont les écrits proclamant la « bonne nouvelle » (εὐαγγέλιον, euaggélion), apportant le salut à l'humanité. Les « quatre canoniques » sont écrits en grec : dans l'ordre chronologique d'écriture, Marc, Matthieu, Luc et Jean. Les trois premiers sont dits « synoptiques » et, parmi eux, seuls Matthieu (vers 75-90 après J.-C.) et Luc (vers 80-95 après J.-C.) donnent une généalogie à Jésus, dans le Sondergut matthéen en Mt 1:1–17 et dans le Sondergut lucanien en Lc 3:23-38.
L'exégèse historico-critique voit les deux généalogies de Jésus par Matthieu et Luc comme une construction théologique plutôt que comme un récit factuel. En effet, une telle énumération des ascendants n'était envisageable à l'époque que pour les familles sacerdotales, et les contradictions entre les deux versions semblent indiquer qu'elles ne s'appuient ni sur l’évangile selon Marc qui les précède, ni sur des archives.
De surcroît, les mentions de titres tels que « Fils de Dieu » et « Fils de David » ne proviennent pas des traditions évangéliques initiales. Raymond E. Brown ajoute que ces généalogies « ne nous enseignent rien de certain sur ses grands-parents ou ses arrière-grands-parents ». Robert H. Gundry (en) estime que plusieurs noms inconnus, dans le texte matthéen, ont été fabriqués en reprenant et en modifiant des noms du Premier Livre des Chroniques.

## Structure
La généalogie selon Matthieu ouvre son évangile et est structurée en trois séries de 14 générations chacune au cours desquelles l'évangéliste omet plusieurs rois et transforme d'autres noms pour aboutir à peu près à ce nombre qui a une valeur symbolique. L'ensemble est constitué de trois groupes de 14 générations. 
La généalogie selon Luc s'insère entre la scène du baptême de Jésus et celle de sa tentation au désert. Elle fait remonter de façon ascendante la lignée de Jésus à Adam et même à Dieu ; elle commence par Jésus (3:23).

## Généalogies

### D’Adam à Abraham

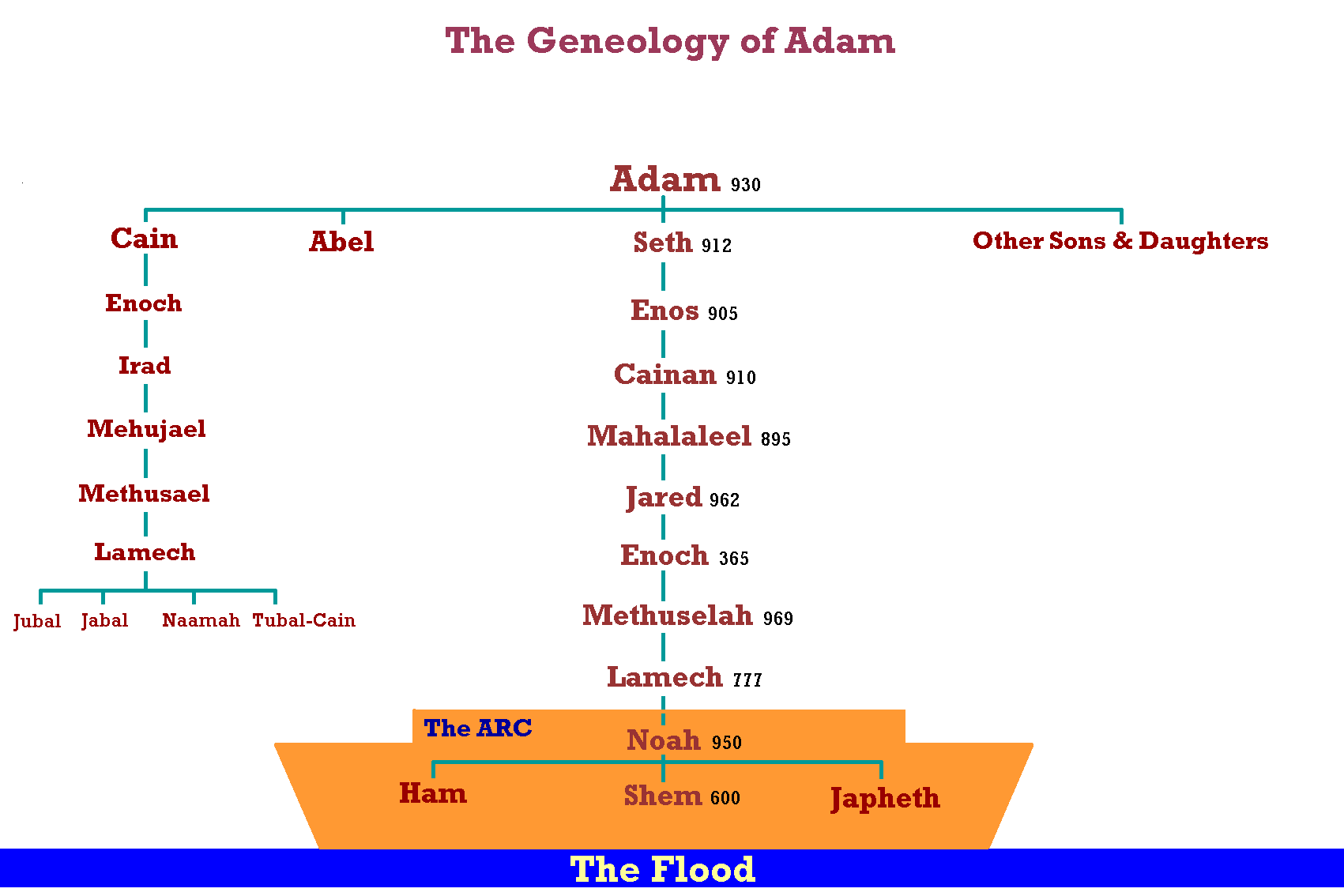
Généalogie d'Adam à Noé.

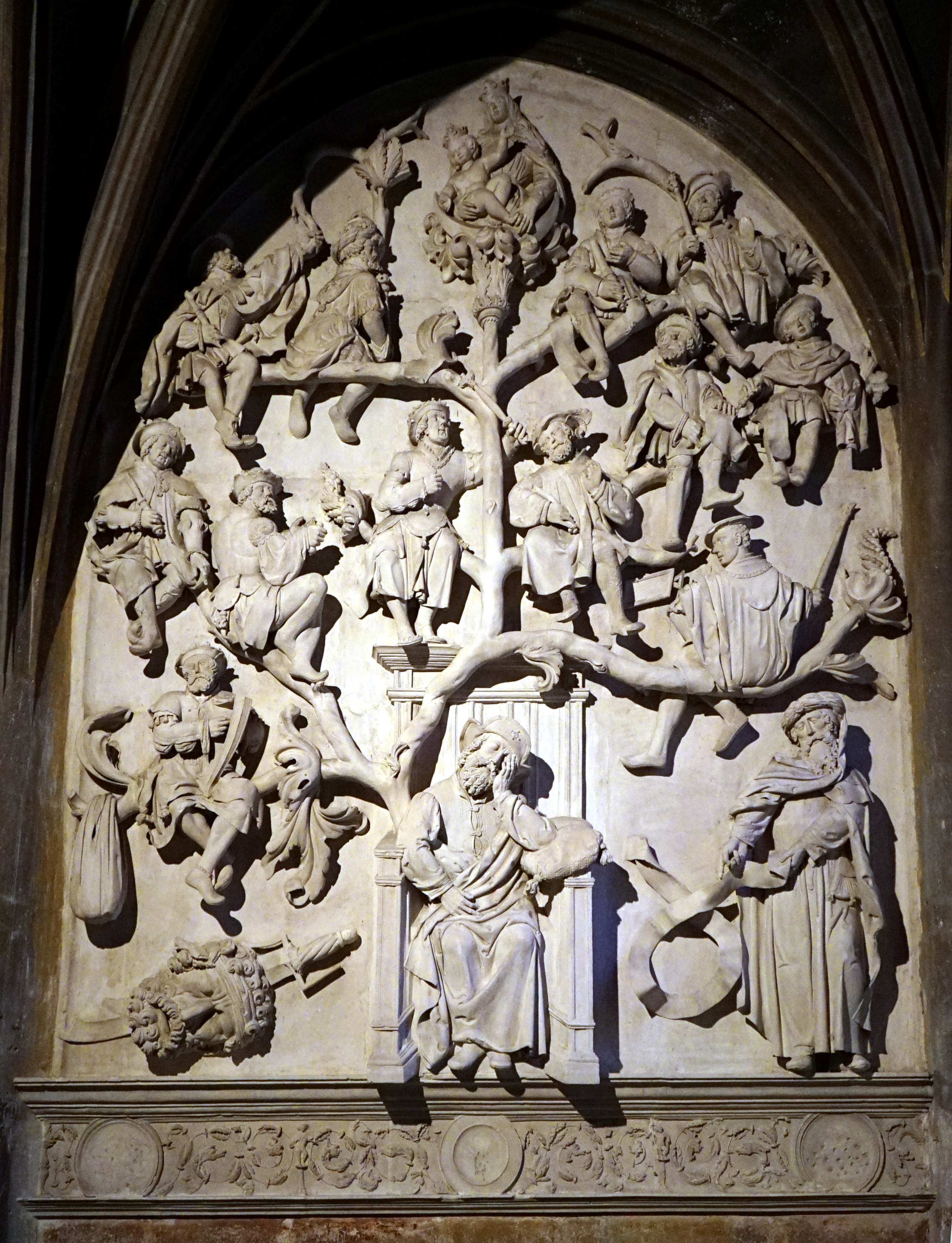
Arbre de Jessé en la basilique de Chaumont.

La généalogie de Luc est celle des patriarches de la Genèse, reprise à l'identique dans le Premier Livre des Chroniques, mais Luc y ajoute un deuxième Kaïnam, entre Arphaxad et Sala (ou Shelah), ce qui correspond à la bible des Septante[réf. nécessaire].
| Genèse, 1 Chroniques | Luc         | Autre orthographe |
| -------------------- | ----------- | ----------------- |
| Dieu                 |             |                   |
| Adam                 |             |                   |
| Seth                 |             |                   |
| Énosch               | Énos        | Énosh             |
| Kénan                | Kaïnan      |                   |
| Mahalaleel           | Maléléel    | Mahalalel         |
| Jéred                | Jared       | Yared             |
| Hénoc                | Énoch       | Hénoch            |
| Metuschélah          | Mathusala   | Mathusalem        |
| Lémec                | Lamech      |                   |
| Noé                  |             |                   |
| Sem                  |             |                   |
| Arpacschad           | Arphaxad    | Arpakshad         |
|                      | Kaïnam (en) |                   |
| Schélach             | Sala        | Shélah            |
| Héber                | Eber        |                   |
| Péleg                | Phalek      |                   |
| Rehu                 | Ragau       | Réou              |
| Serug                | Seruch      | Seroug            |
| Nachor               | Nachor      | Nahor             |
| Térach               | Thara       | Terah             |
| Abraham              | Abram       |                   |

### D’Abraham à David

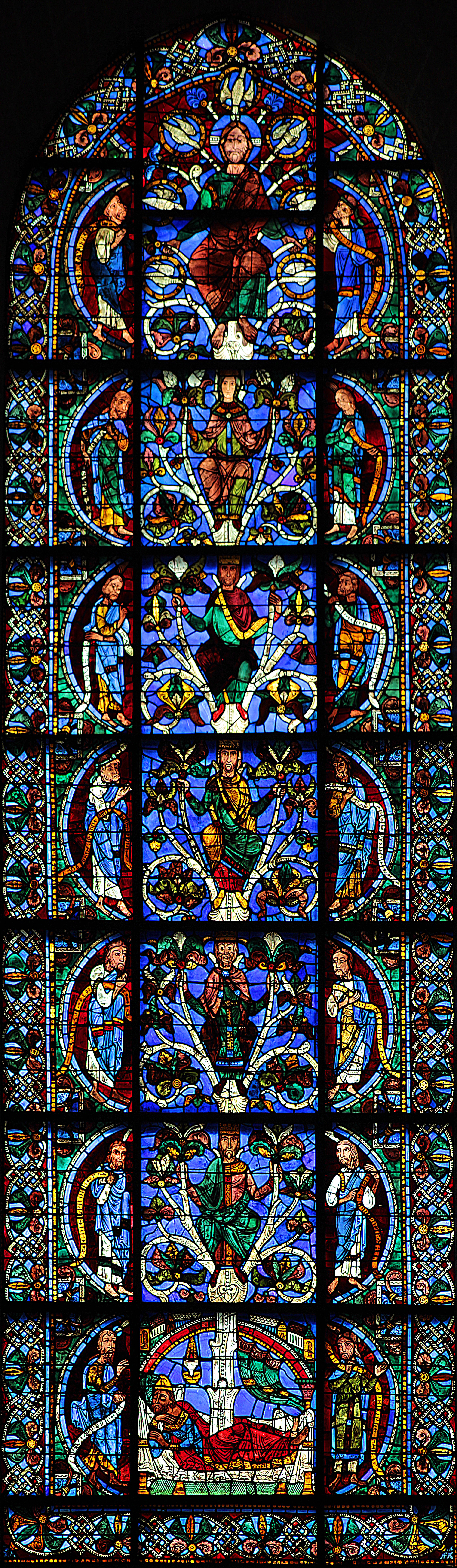
L'arbre de Jessé - vitrail de la cathédrale de Chartres (1145).

Entre Abraham et le roi David, les généalogies de Matthieu et de Luc diffèrent par deux descendants d'Esrom : Aram pour Matthieu, Arni et Admin pour Luc.
Selon Matthieu Mt 1,1-6 :
- Abraham - Isaac - Jacob - Juda - Pharès - Esrom - Aram - Amminadab ou Aminadab - Nachschon ou Naasson - Salmôn - Booz - Obed - Jessé - David

### De David à Jésus
Entre David et Joseph, les généalogies de Matthieu et de Luc diffèrent radicalement, passant par deux fils différents de David : le roi Salomon ou Nathan.
Selon Matthieu Mt 1,7-16 :
- David - Salomon - Roboam - Abia - Asa - Josaphat - Joram - Ozias - Joatham - Achaz - Ézéchias - Manassé - Amon - Josias - Jeconiah - Salathiel (en) - Zorobabel - Abioud - Eliaqim - Azor - Sadoq - Ahim - Elioud - Eléazar - Matthan - Jacob - Joseph - Jésus

La généalogie selon Matthieu commence avec Salomon et se poursuit avec les rois de Juda jusqu’à Jeconiah, en suivant la généalogie du Premier livre des Chroniques 1Ch 3:10-24. Quelques-uns des rois de Juda sont laissés de côté cependant. Osias est ainsi donné comme le fils de Joram, en sautant ainsi quatre générations 1Ch 3:11-12. Cette ascendance fait de Jésus l’héritier légitime du royaume d'Israël. La lignée des rois s’arrête avec Jeconiah et la conquête d’Israël par les Babyloniens. La généalogie continue avec le fils de Jeconiah et son petit-fils Zorobabel, qui est une figure notable du livre d'Esdras. Les noms de Zorobabel à Joseph n’apparaissent nulle part dans l’Ancien Testament ou d’autres textes (avec quelques exceptions).
Selon Luc Lc 3,23-31 :
La généalogie selon Luc passe par Nathan, un autre fils de David, par ailleurs peu connu (1Ch 3:5). Elle recoupe cependant celle de Matthieu sur deux noms : Salathiel et Zorobabel.

## Interprétations

### Destination
La généalogie de Matthieu serait davantage destinée aux Juifs afin de les convaincre que Jésus était bien le Messie attendu, le « fils de David », c’est-à-dire l’héritier légitime des rois de Juda. La généalogie de Matthieu implique le titre de Christ de Jésus, en tant que roi Oint du Seigneur. Jésus est identifié à un nouveau roi appelé Christ.
Matthieu place sa généalogie au début de son évangile, plaçant les naissances les unes après les autres comme dans les actes publics, établissant ainsi que Jésus est héritier de David.
La généalogie de Luc serait davantage destinée aux chrétiens d'origine non juive.

### Finalité
Ces deux généalogies n'ont pas un objectif historique mais théologique qui demeure commun et réside dans l'affirmation de la foi en la messianité de Jésus : étant de la descendance de David, il peut devenir « roi des Juifs ». Leur divergence viendrait des différences entre les communautés chrétiennes au sein desquelles les deux évangiles ont été composés et pour lesquelles ils ont été écrits.

### Femmes

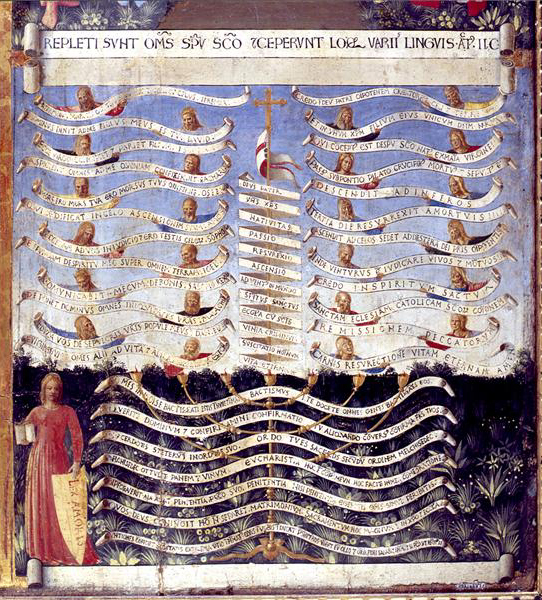
Fra Angelico, La Généalogie du Christ, Armadio degli Argenti.

En plus de Marie mentionnée comme « l'épouse de Joseph », Matthieu place quatre femmes dans l'ascendance de Jésus, ce qui est assez inhabituel dans la tradition juive : « Juda engendra de Thamar, Pharès et Zara » ; « (...) Salmon engendra Boaz de Rahab » ; « Boaz engendra Obed de Ruth » ; « David engendra Salomon de celle d’Urie ». Bien que Matthieu ait insisté dans sa généalogie sur l’enracinement de Jésus dans le peuple d’Israël, trois de ces femmes sont notablement étrangères : Rahab la Cananéenne, Ruth la Moabite et Bethsabée, femme d'Urie le Hittite. Certains auteurs chrétiens estiment que le but de ces mentions était d'introduire le monde païen (converti) et de signaler l'ouverture à toute l’humanité du salut par le rachat des péchés,. De son côté, le bibliste Daniel Marguerat estime que c'est une manière pour l'évangéliste de relativiser la naissance très inhabituelle et irrégulière (au regard des lois juives) de Jésus, en signalant qu'il y a des précédents dans l'histoire juive.
Ces femmes, y compris celles qui font partie des Gentils (non-Juifs), sont mentionnées dans les  généalogies du Premier Livre des Chroniques dans la Bible hébraïque :
- Thamar (Gn 38:1-30) qui s'est prostituée avec son beau-père Juda pour observer la loi du lévirat et concevoir ses enfants ;
- Ruth (Rt 1:5), la veuve moabite qui s'est convertie et a épousé Boaz de la lignée de Juda ;
- Bethsabée (2S 11-12), désignée par l'expression « celle d'Urie » le Hittite, qui s’est unie adultèrement à David et a enfanté en second fils Salomon.

Matthieu y ajoute Rahab (Js 2, 6), la prostituée de Jéricho qui s'est convertie au Dieu d’Israël et a ainsi sauvé sa famille.
La place spéciale qu'occupe Marie se lit dans la formule « (Jacob engendra Joseph, l'époux de Marie) de laquelle naquit Jésus » qui rompt avec ce qui a précédé. Elle indique selon Joseph Ratzinger (Benoît XVI) que « Joseph n’est pour rien dans la conception de Jésus, même s’il est son père, selon la loi » ; ainsi légalement, Jésus relève de la tribu de David par adoption.
Selon Luc Lc 3,32-34 :
Luc ne nomme aucune femme. De Pharès (Perets) à David, la généalogie est extraite du dernier chapitre du Livre de Ruth (Rt 4,18-22).[réf. nécessaire]